# Rinus van den Berge
Marinus van den Berge, detto Rinus (Rotterdam, 12 marzo 1900 – Rotterdam, 23 ottobre 1972), è stato un velocista olandese.

## Palmarès

### Olimpiadi
- Bronzo a Parigi 1924 nella staffetta 4×100 metri.